# Jaguari
Jaguari là một đô thị thuộc bang Rio Grande do Sul, Brasil. Đô thị này có diện tích 673,459 km², dân số năm 2007 là 12295 người, mật độ 18,3 người/km².